# Instituto Peruano de Investigaciones Genealógicas
El Instituto Peruano de Investigaciones Genealógicas (IPIG) es un instituto peruano abocado al estudio de las ciencias genealógicas y heráldica, y a sus alcances históricos, estadísticos y demográficos en el contexto de la historia del Perú. Fue fundado el 8 de noviembre de 1945 por iniciativa de Ferdinand de Trazegnies y Maeck, diplomático belga y caballero de la Orden de Malta.
En la actualidad, el instituto cuenta con aproximadamente 60 miembros de número y reúne a académicos, historiadores, escritores y aficionados de la genealogía.

## Historia
El instituto fue fundado en la ciudad de Lima el 8 de noviembre de 1945 y su primer local estuvo ubicado en el Jirón Camaná, dentro del centro histórico de Lima. Fue reconocido oficialmente por el Estado peruano por Resolución Suprema N° 1976 expedida el 5 de septiembre de 1946 por el entonces Ministerio de Educación Pública.
Desde su fundación, el instituto ha publicado 27 revistas, la mayoría con investigaciones sobre antiguas y distinguidas familias instaladas en el Perú, muchas de ellas vinculadas a la aristocracia colonial. La primera revista fue publicada en 1946.
El instituto está relacionado a nivel internacional con la Society of Genealogists (Reino Unido), National Genealogical Society (Estados Unidos), Federación de Sociedades Genealógicas, National Archives and Records Administration (Estados Unidos), al Instituto Chileno de Investigaciones Genealógicas, al Instituto Argentino Gallego de Ciencias Históricas y Genealógicas y a la Real Academia Matritense de Heráldica y Genealogía (España), entre otras instituciones.
La lista de sus miembros fundadores es la siguiente:
Miembros fundadores:
- Ferdinand de Trazegnies y Maeck
- Pablo Abril de Vivero
- Alejandro Freundt Rosell
- Eduardo Ganoza y Ganoza
- Francisco Alayza Grundy
- Pedro Terry García
- Roberto Temple Seminario
- Luisa Álvarez Calderón Castagnini de Mujica
- Laura Larrabure del Solar
- Luis Lasarte Ferreyros
- Rosa Pérez Cánepa
- José Manuel de Rivero y Ríos
- Enrique Demetrio Tovar y Ramírez
- Carlos Zavala y Oyague
- Jorge Zevallos Quiñones
- Antenor Tejeda y Campoblanco
- Enrique Grau y Cabero
- Florencia de Mendiburu y Aranibar

## Miembros de número
Entre sus miembros de número fallecidos, se puede encontrar a ilustres peruanos tales como el historiador Raúl Porras Barrenechea, el jurista Luis Antonio Eguiguren Escudero, el político José Gálvez Barrenechea, el historiador José Agustín de la Puente y Candamo, Manuel Moreyra y Paz-Soldán, Juan Bromley Seminario, José Antonio del Busto Duthurburu, Rev. Padre Armando Nieto Vélez S.J., Teodoro Hampe Martínez, los diplomáticos Felipe Tudela y Barreda y Gilbert Chauny de Porturas-Hoyle, el coleccionista José Cabieses García-Seminario, entre otros.

## Directores

El embajador Pedro Ugarteche Tizón, director del instituto en el periodo 1961-1962.

La siguiente lista detalla la relación de directores del instituto desde su fundación el 8 de noviembre de 1945:
- 1945-1946: Antenor Tejeda y Campoblanco.
- 1946-1953: Pedro Terry García.
- 1954-1955: Ferdinand de Trazagnies y Maeck.
- 1956: Gerónimo de Aliaga y Derteano
- 1957: Alejandro Freundt Rosell.
- 1958-1959: Guillermo Tálleri Barúa.
- 1960-1961: Jorge Fernández Stoll.
- 1961-1962: Pedro Ugarteche Tizón.
- 1962-1963: Ferdinand de Trazagnies y Maeck.
- 1964-1966: Guillermo Fernández-Dávila Maura.
- 1967-1968: Jorge de Amezaga y Calmet.
- 1969-1970: Guillermo Lohmann Villena.
- 1971-1973: Ferdinand de Trazagnies y Maeck.
- 1974-1976: Luis Escudero Franco.
- 1977-1979: Ferdinand de Trazagnies y Maeck.
- 1979-1980: José Luis de Cossío y Ruiz de Somocurcio.
- 1981-1983: José Antonio del Busto Duthurburu.
- 1984-1986: Armando Nieto Vélez S.J.
- 1987-2001: Alberto MacLean Urzúa.
- 2001-2017: James Jensen de Souza Ferreira.
- 2017-2019: Gustavo León y León Durán